# Windmühle Anderbeck
Die Windmühle Anderbeck ist eine denkmalgeschützte Windmühle im zur Gemeinde Huy in Sachsen-Anhalt gehörenden Ortsteil Anderbeck.

## Lage
Die Windmühle befindet sich am südöstlichen Ortsausgang Anderbecks an der Straße in Richtung Wilhelmshall in einer das Landschaftsbild prägenden Lage.

## Architektur und Geschichte

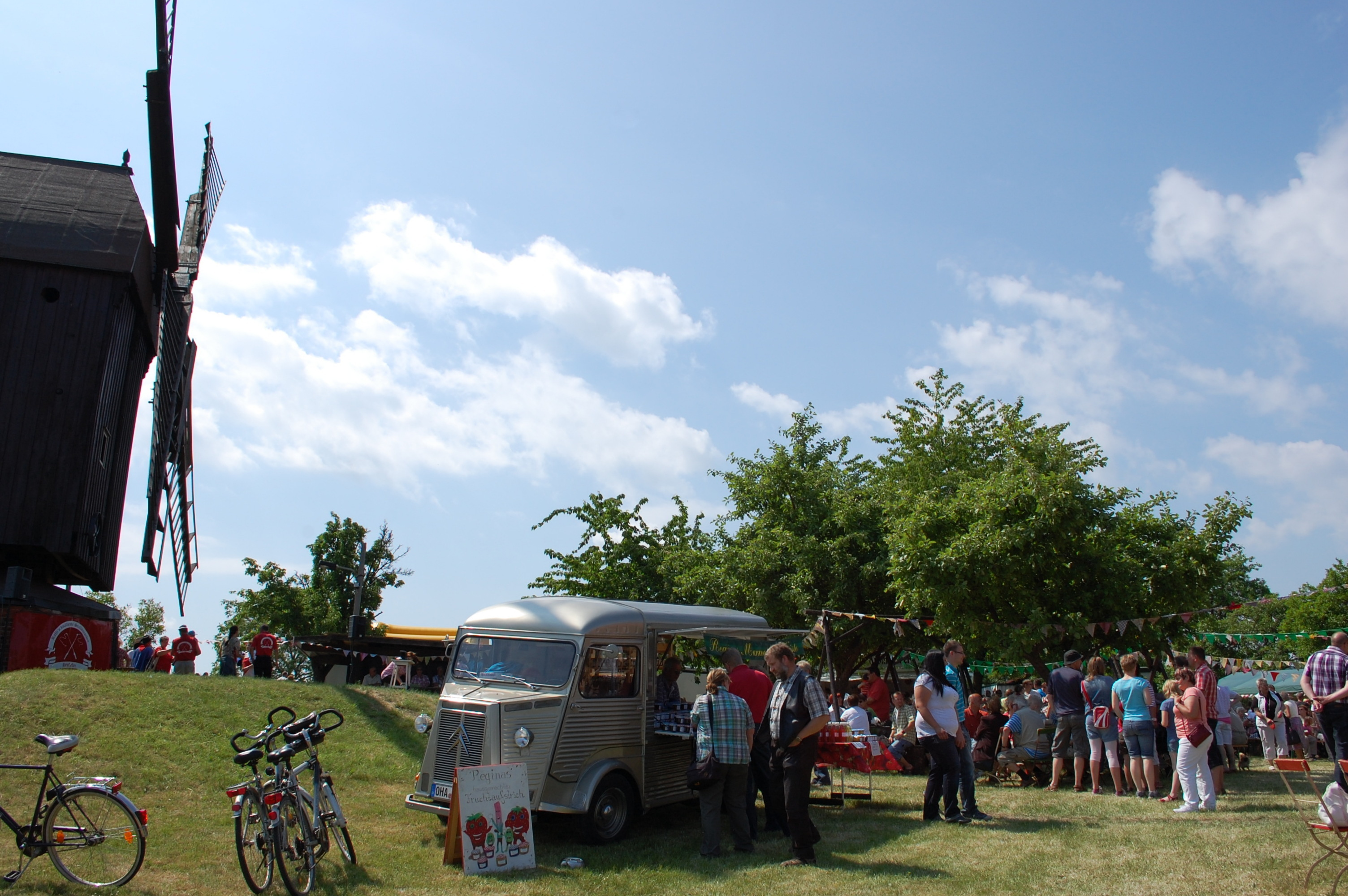
Mühlenfest im Jahr 2012

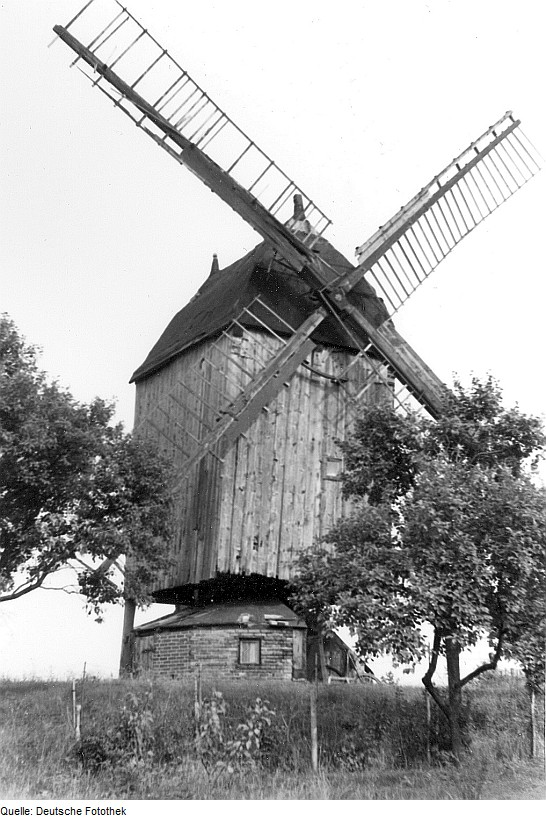
Zustand 1973

Die Bockwindmühle wurde im Jahr 1864 errichtet. Ursprünglich waren zwei der vier Flügel der Mühle mit Hecht’schen Jalousien, die anderen mit einer Besegelung ausgestattet. Nach dem Verfall der Mühle wurde sie ab 1995 schrittweise saniert, alle Flügel sind heute für Besegelung ausgerüstet.
Die technische Einrichtung der Mühle wie Mahlgang, Schrotgang, Walzenstuhl und Sechskantsichter ist vollständig erhalten. Darüber hinaus gibt es als Reinigungsanlagen eine Schälmaschine und einen Trieur, sowie einen Aufzug, Elevatoren und einen aus dem Jahr 1925 stammenden Elektromotor.
In der Nähe der Mühle wurde 1998 zusätzlich ein neues Backhaus errichtet. Mühle und Backhaus werden vom Verein Windmöhle un Backhus Anderbeck e.V. betrieben.
Im örtlichen Denkmalverzeichnis ist die Mühle unter der Erfassungsnummer 094 00202 als Baudenkmal verzeichnet.